# Matthew Guy Carriage & Automobile
Matthew Guy Carriage & Automobile Co. war ein kanadisches Unternehmen im Bereich Fahrzeugbau.

## Unternehmensgeschichte
Das Unternehmen hatte seinen Sitz in Oshawa. Es stellte über mehr als 50 Jahre Kutschen und Leichenwagen her. 1911 entstanden außerdem Kraftfahrzeuge. Der Markenname lautete Guy.

## Kraftfahrzeuge
Das einzige Pkw-Modell war ein konventioneller Tourenwagen, der 1911 auf einer Ausstellung in Toronto präsentiert wurde. Sein Vierzylindermotor leistete 30 PS. Hiervon entstanden einige Fahrzeuge.
Ein geplanter Lastkraftwagen mit einer Tonne Nutzlast wurde möglicherweise niemals fertiggestellt.